# Asthenes urubambensis
Cesteiro-de-testa-riscada ou lenheiro-de-fronte-listrada (Asthenes urubambensis) é uma espécie de ave da família Furnariidae.
Pode ser encontrada nos seguintes países: Bolívia e Peru.
Os seus habitats naturais são: regiões subtropicais ou tropicais húmidas de alta altitude e campos de altitude subtropicais ou tropicais.
Está ameaçada por perda de habitat.